# 达希登贝尔勒·巴特额尔登

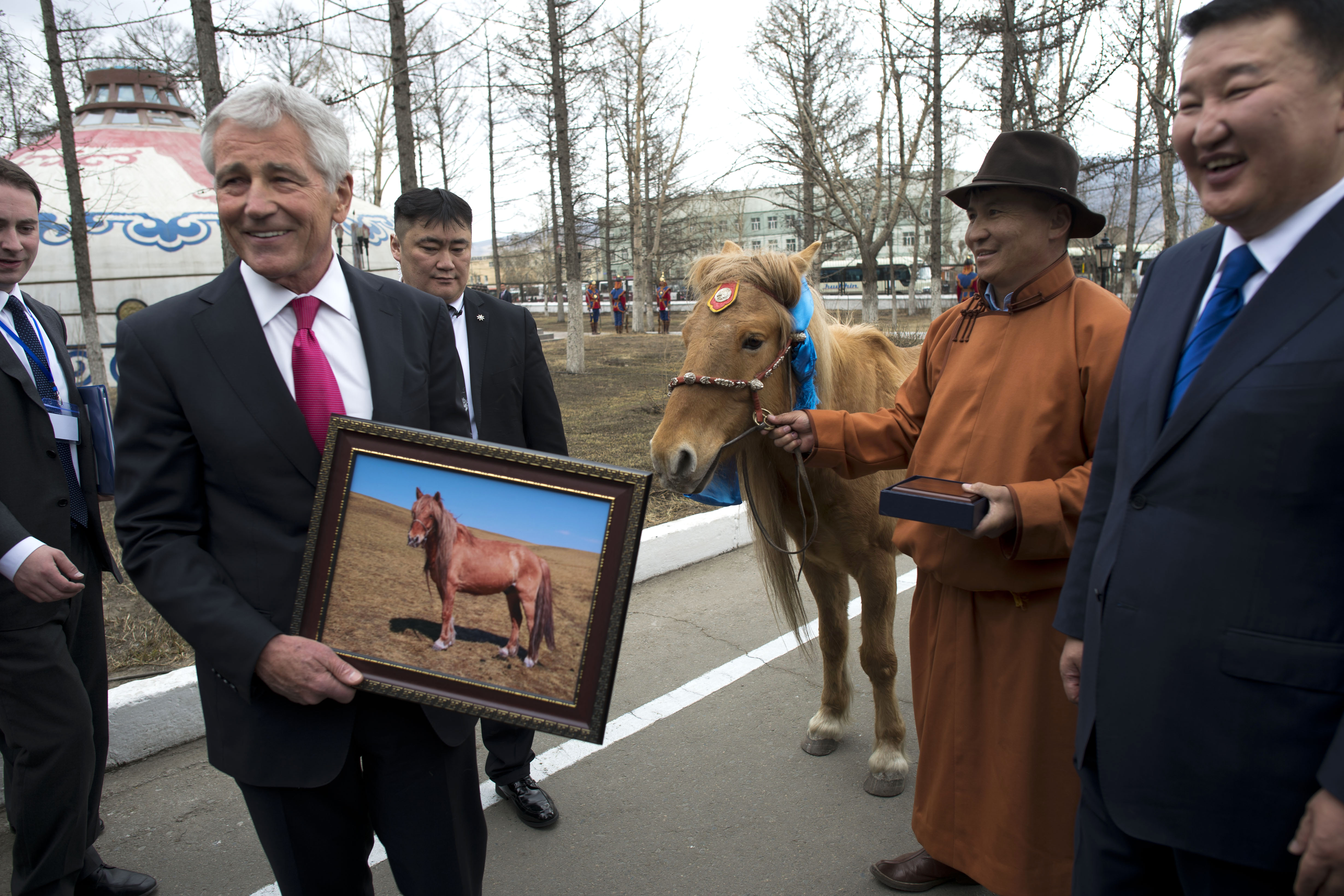
2014年4月10日，在蒙古国首都乌兰巴托的蒙古国防部，蒙古国防部长达希登贝尔勒·巴特额尔登（右）向来访的美国国防部长查克·哈格尔（左）赠送了一匹马

达希登贝尔勒·巴特额尔登（Dashdemberal Bat-Erden，？—）蒙古国人，蒙古国政治人物。

## 生平
2012年8月9日，新一届国家大呼拉尔通过决议，任命诺罗布·阿勒坦呼亚格为新一届政府总理。2012年8月17日，国家大呼拉尔任命了13位政府成员（均属民主党），其中达希登贝尔勒·巴特额尔登被任命为国防部长。2012年8月20日，国家大呼拉尔又任命了5位政府成员（属于“正义联盟”和公民意志绿党）。共计19位政府成员的新政府组建完成。
2013年2月18日，俄罗斯国防部长谢尔盖·绍伊古和蒙古国防部长巴特额尔登在俄罗斯莫斯科举行会谈。这是巴特额尔登作为国防部长首次出国访问。在会谈中，巴特额尔登建议俄罗斯与蒙古国在2014年共同庆祝哈拉哈河战役胜利75周年。
2013年9月17日，中华人民共和国副主席李源潮在北京会见了蒙古国防部长巴特额尔登。